# To ryk og en aflevering
To ryk og en aflevering er en novellesamling af Jesper Wung-Sung med 20 noveller. Bogen blev udgivet i 1998 og er på 115 sider. Bladene var specielt glade for bogen; Berlingske Tidende (3-4-98) sagde: "Debutanten Jesper Wung-Sung har begået et stykke begavet mandeforskning i novelleform"; Politiken (3-4-98) sagde: "Debutnoveller om maskulin ensomhed er vellykkede"; Kristligt Dagblad (4-4-98) sagde: "Debutforfatteren Jesper Wung-Sung kan fortælle meget med få ord".

## Novellerne
Det er meget korte noveller, så derfor skriver jeg novelle-listen, hvor man kan trykke på en titel for at se handlingen.

### Novelle-liste
- Bolden side 9-12
- Avisen side 13-16
- Hovedet side 17-22
- Slottet side 23-26
- Varmen side 27-30
- Planen side 31-34
- Kulden side 35-42
- Pletten side 43-48
- Pølsen side 49-56
- Kampen side 57-62
- Morgenen side 63-68
- Spillet side 69-74
- Turen side 75-78
- Æblet side 79-86
- Græsset side 87-90
- Mødet side 91-98
- Hullet side 99-106
- Katten side 107-112
- Vandet side 113-118
- Haven side 119-121

| Bog | Spire Denne artikel om bøger og tidsskrifter er en spire som bør udbygges. Du er velkommen til at hjælpe Wikipedia ved at udvide den. |